# Lars Amble
Lars Amble (10 de agosto de 1939 - 19 de agosto de 2015) fue un actor y director de nacionalidad sueca.

## Biografía
Su nombre completo era Lars Anders Amble-Næss, y nació en Estocolmo, Suecia, siendo sus padres Leif Amble-Naess y Maritta Marke, ambos actores. Cursó estudios en la escuela del Teatro Dramaten en 1963–1965, aunque ya había hecho varios papeles en el Riksteatern. Entre las obras que interpretó en el Dramaten a partir de 1965 figuran Woyzeck, La tempestad, Stiftelsen, Markurells i Wadköping y El sueño de una noche de verano, siendo la última El avaro, en el año 2015, con el papel de Anselme. Además, fue fundador del grupo teatral Unga Dramaten. 
Amble trabajó como actor y director en teatros privados de Estocolmo como Intiman, Folkan, Scalateatern, Teatro Oscar, Vasateatern y Chinateatern entre 1969 y 1974. Participó en la composición y traducción de obras teatrales, musicales, espectáculos de cabaret y revistas. Amble fue director artístico del Maximteatern de Estocolmo desde 1986, siendo más tarde socio del mismo. Dirigió y fue uno de los guionistas del musical Skål (1985), en el cual se resumía en un par de horas la historia del siglo XX. En dicho teatro llevó a escena, en los años 1980 y años 1990, piezas como La extraña pareja (1987), Skvaller (1990) y Rakt ner i fickan (1994). Amble dirigió por última vez en el Maxim en el año 2000, la revista Strålande tider! Härliga tider!.
Gracias a su actividad teatral, recibió en tres ocasiones el premio Guldmasken al mejor director, y en el año 2003 fue recompensado con la medalla Litteris et Artibus. Además, enseñó arte dramático en la Teaterhögskolan de Estocolmo.
Amble trabajó con frecuencia en el cine y la televisión. De entre  sus películas pueden mencionarse Raggare! (1959), Någonstans i Sverige (1973), Den enfaldige mördaren (1982), Två killar och en tjej (1983), y la cinta de Peter Dalle Skenbart (2003). En los años 1970 participó con Lasse Berghagen y Lasse Lönndahl en la producción televisiva Triss med Lasse. 
Lars Amble  falleció en Estocolmo en el año 2015 a causa de un cáncer. Fue enterrado en el Cementerio Galärvarvskyrkogården, en Estocolmo.
Entre 1963 y 1971 había estado casado con la actriz Marie Göranzon (nacida en 1942), siendo padre del escritor Lolo Amble (nacido en 1963). Desde 1975 a 1976 estuvo casado con Margareta Kempe (nacida en 1953), hija de Olof Kempe y Maja Bedoire. Su tercera esposa, entre 1977 y 1996 fue Ingrid Thomasson (nacida en 1945), hija de Sven Thomasson y Ruth Thomasson. Tuvo un cuarto y último matrimonio, desde 1999 hasta el momento de su muerte, siendo su esposa Gunborg Alm (nacida en 1941).

## Filmografía (selección)

### Actor
- 1959 : Raggare!
- 1966 : Heja Roland!
- 1967 : Gumman som blev liten som en tesked (serie TV)
- 1968 : Korridoren
- 1968 : Skammen
- 1968 : Siste nudisten
- 1971 : Flagga för trygghet (TV)
- 1971 : Horoskopet (TV)
- 1972 : The Day the Clown Cried
- 1972 : Firmafesten
- 1973 : Bröllopet
- 1973 : Någonstans i Sverige (miniserie TV)
- 1973 : Makt på spel (serie TV)
- 1973 : N.P. Möller, fastighetsskötare (serie TV)
- 1974 : Vita nejlikan eller Den barmhärtige sybariten
- 1974 : Sams
- 1975 : Skärseld
- 1977 : Tabu
- 1977 : Bernard och Bianca
- 1978 : Restauranten
- 1979 : Repmånad
- 1979 : Den åttonde dagen
- 1979 : Makten och hederligheten (TV)
- 1980 : Flygnivå 450
- 1980 : Välkommen hem (TV)
- 1980 : Hyenan ler faktiskt inte... (TV)
- 1981 : Rasmus på luffen (miniserie TV)
- 1981 : Göta kanal
- 1981 : Sopor
- 1981 : Olsson per sekund eller Det finns ingen anledning till oro
- 1981 : Genombrottet (TV)
- 1982 : Den enfaldige mördaren
- 1982 : Studenten (TV)
- 1983 : Två killar och en tjej
- 1983 : Kalabaliken i Bender
- 1984 : Rosen
- 1984 : Panik i butiken (TV)
- 1984 : Se upp för sjöjungfrur! (TV)
- 1986 : Min pappa är Tarzan (TV)
- 1987 : Varuhuset (serie TV)
- 1988 : Clark Kent (miniserie TV)
- 1997 : Svensson Svensson – filmen
- 1997 : Snoken (serie TV)
- 1999 : Jakten på en mördare (serie TV)
- 2001 : Harry Potter och de vises sten
- 2002 : Harry Potter och Hemligheternas kammare
- 2003 : Skenbart – en film om tåg
- 2004 : Harry Potter och fången från Azkaban
- 2006 : Beck – Flickan i jordkällaren (TV)
- 2006 : Möbelhandlarens dotter (miniserie TV)
- 2007 : Harry Potter och Fenixorden
- 2007 : En spricka i kristallen (TV)
- 2010 – 2014 : Morden i Sandhamn (serie TV)

### Director
- 1974 : Bakom masker
- 1981 : Olsson per sekund eller Det finns ingen anledning till oro
- 2006 : Lögn i Helvete

## Teatro (selección)

### Actor
- 1965 : Madre Coraje y sus hijos, de Bertolt Brecht, dirección de Alf Sjöberg, Dramaten
- 1965 : Yvonne, prinsessa av Bourgogne, de Witold Gombrowicz, dirección de Alf Sjöberg, Dramaten
- 1967 : Flickan i Montreal, de Lars Forssell, dirección de Jackie Söderman, Dramaten
- 1970 : Arsénico y encaje antiguo, de Joseph Kesselring, dirección de

### Director
- 1967 : Meda från Mbongo, de Willy Kyrklund, Dramaten
- 1969 : Djur som inte…, de Beppe Wolgers, Dramaten y Teatro Oscar
- 1969 : Cabaret, de John Kander, Fred Ebb y Joe Masteroff, Maximteatern[5]
- 1971 : Vad är det för fel på 1933 års modell?, de Carl Zetterström, Scalateatern[6]
- 1972 : Sånt folk!, de Carl Zetterström, Maximteatern[7]
- 1975 : Staden spelar upp, de Carl Zetterström, Dramaten
- 1977 : I Do! I Do!, de Tom Jones y Harvey Schmidt, adaptación de Bo Forsberg, Riksteatern
- 1983 : Arsénico y encaje antiguo, de Joseph Kesselring, Maximteatern[8]
- 1985 : Skål, de Lars Amble, Magnus Härenstam, Lill Lindfors, Brasse Brännström y Anders Berglund, Maximteatern
- 1987 : La extraña pareja, de Neil Simon, Maximteatern
- 1988 : I'm Not Rappaport, de Herb Gardner, Dramaten
- 1989 : Situation Comedy, de Brian Cooke y Johnnie Mortimer, adaptación de Sven Melander, Maximteatern
- 1990 : The Secret Rapture, de David Hare, Dramaten
- 1990 : Gossip, de Neil Simon, Maximteatern
- 1991 : Tartufo, de Molière, Dramaten
- 1992 : Muerte de un viajante, de Arthur Miller, Dramaten
- 1992 : Out of Order, de Ray Cooney, Maximteatern
- 1993 : Silly Cow, de Ben Elton, adaptación de Lars Amble y Brasse Brännström, Vasateatern
- 1994 : The Cemetery Club, de Ivan Menchell, Maximteatern
- 1995 : Pyjamas Pour Six, de Marc Camoletti, adaptación de Lars Amble y Brasse Brännström, Vasateatern
- 1996 : Lill & Svensson, de Lill Lindfors y Lennart R Svensson, Maximteatern
- 1996 : Cash on Delivery, de Michael Cooney, Maximteatern
- 1998 : Funny Money, de Ray Cooney, Maximteatern
- 1998 : A Lady of Letters y Bed Among the Lentils, de Alan Bennett, adaptación de Lars Amble y Brasse Brännström, Maximteatern
- 2000 : Strålande tider! Härliga tider!, Maximteatern[9]
- 2006 : The Lying Kind, de Anthony Neilson, adaptación de Hans Alfredson, Vasateatern
- 2006 : Blomsterplockarna, de Erland Josephson, Strindbergs intima teater

## Premios
- 1988 : Ganador del Guldmasken al mejor director por La extraña pareja
- 1991 : Ganador del Guldmasken al mejor director por Skvaller
- 1993 : Ganador del Guldmasken al mejor director por Trassel
- 1999 : Nominado al Guldmasken al mejor director por Pengarna eller livet
- 2006 : Nominado al Guldmasken al mejor director por Lögn i helvete